# Blacktjärnen, Jämtland
Blacktjärnen är en sjö i Åre kommun i Jämtland och ingår i Indalsälvens huvudavrinningsområde.